# Xã Lewis, Quận Bottineau, Bắc Dakota
Xã Lewis (tiếng Anh: Lewis Township) là một xã thuộc quận Bottineau, tiểu bang Bắc Dakota, Hoa Kỳ. Năm 2010, dân số của xã này là 34 người.